# Linie van Beverwijk

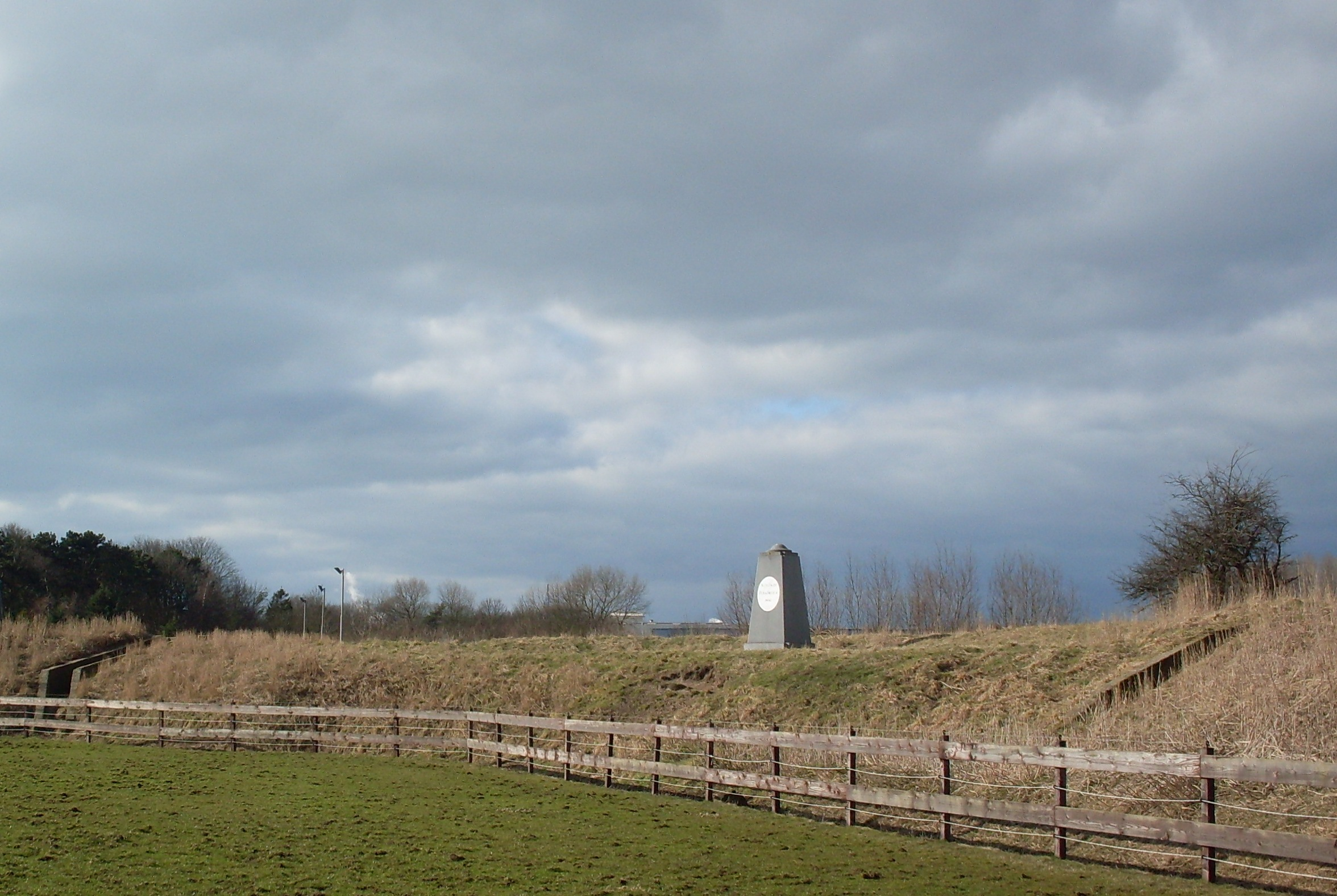
Het gedenkteken uit 1800 op een van de lunetten.

De Linie van Beverwijk was een verdedigingslinie uit 1800, die Holland op zijn smalst moest bewaken tegen invallen vanuit het Noorderkwartier. De linie bestond uit een aaneenschakeling van lunetten, lopende vanaf het toenmalige Wijkermeer tot aan de Noordzee bij Wijk aan Zee.

## Geschiedenis
In 1799 viel een Brits-Russische coalitie de Bataafse Republiek binnen bij Callantsoog in Noord-Holland. Van daaruit stootte de coalitie door tot Castricum, waar zij echter werd verslagen. Hoewel de invasie was mislukt, besloot men om de nabijgelegen landengte beter te verdedigen, aangezien deze toegang gaf tot de rest van Holland.

### Aanleg
Onder leiding van Cornelis Rudolphus Theodorus Krayenhoff begon in februari 1800 de aanleg van een verdedigingslinie. Deze liep vanaf het Wijkermeer, rondom de noordzijde van Beverwijk, via de duinen, naar zee bij Wijk aan Zee. Omdat het hoger gelegen land betrof, bestond de linie uit een reeks van 26 lunetten, in tegenstelling tot gebruikelijke inundatiegebieden zoals bij de Hollandse Waterlinies. 15 lunetten vormden de eerste linie van hoofdredoutes, terwijl de overige kleinere flèches verder van het front lagen. Daarnaast werden en 4 kruitmagazijnen, 6 wachtloodsen en 12 kruitkelders aangelegd.

### Latere toestand
Op een van de bolwerken werd een stenen gedenkteken opgericht, waar op een marmeren plaat "Si vis pacem, para bellum 1800" was geschreven. Dit monument is afkomstig van lunet nr. 15. Deze lunet werd in 1932 afgegraven om ruimte te creëren voor de uitbreiding van algemene Begraafplaats Duinrust. Het gedenkteken werd daarna geplaatst op lunet nr. 14 aan de Creutzberglaan. In 1806 werd de militaire bezetting opgeheven en verkocht men de kruitmagazijnen en palissaden. Sommige lunetten zijn nog aanwezig in het noorden van Beverwijk. Het gedenkteken en de lunetten zijn sinds 1967 rijksmonumenten onder respectievelijk de nummers 9458 en 9459.